# قرية مجدلون
مجدلون  هي إحدى القرى اللبنانية من قرى قضاء بعلبك في محافظة بعلبك الهرمل.
تتميز هذه القرية كما لبنان بتعايش أبناءها. فعلى الرغم من صغر مساحتها العمرانية (حوالي 6000 متر مربع)، وقلة ساكنيها (حوالي 1200 نسمة) فهي تحوي على معظم طوائف ومذاهب لبنان.
أبرز عائلاتها : نصر، النداف، مصطفى، خير الدين، غانم، أفرام، عبد الساتر، الكموني، مشيك.

## طالع
- تل مجدلون